# Fakulteta za kemijo in kemijsko tehnologijo v Ljubljani
Fakulteta za kemijo in kemijsko tehnologijo (kratica FKKT) je fakulteta, ki je članica Univerze v Ljubljani.
Nahaja se na naslovu Večna pot 113. 
Pred izgradnjo novega objekta, ki je bil dokončan leta 2014, je fakulteta delovala na 6 stalnih in na okrog 18 začasnih lokacijah (Aškerčeva cesta 1, 5, 6, 7, 9 in 12; Gorazdova 15, 17 in 19; Hajdrihova 19; Jadranska 19 in 21; Jamova 39; Korytkova 2; Lipičeva 2 in 6; Snežniška 5; Šlajmerjeva 6; Trg republike 3; Tržaška 25; Večna pot 111; Vegova 4 in Zaloška 4). Sedež FKKT je bil na Aškerčevi 5.
Trenutna dekanja je Andreja Žgajnar Gotvajn.

## Organizacija
- Oddelek za kemijo in biokemijo (predstojnica: Helena Prosen)
  - Katedra za analizno kemijo (predstojnik: Mitja Kolar)
  - Katedra za anorgansko kemijo (predstojnik: Anton Meden)
  - Katedra za biokemijo (predstojnik: Marko Dolinar)
  - Katedra za fizikalno kemijo (predstojnik: Jurij Reščič)
  - Katedra za organsko kemijo (predstojnik: Bogdan Štefane)

- Oddelek za kemijsko inženirstvo in tehniško varnost (predstojnik: Marijan Marinšek)
  - Katedra za kemijsko procesno, okoljsko in biokemijsko inženirstvo (predstojnik: Igor Plazl)
  - Katedra za materiale in polimerno inženirstvo (predstojnica: Urška Šebenik)
  - Katedra za poklicno, procesno in požarno varnost (predstojnica: Barbara Novosel)

- Infrastrukturni center (predstojnica: Andreja Žgajnar Gotvajn)
  - Enota za analizo organskih molekul (vodja: Janez Košmrlj)
  - Enota za analizo malih molekul (vodja: Marijan Marinšek)
  - Enota za analizo makromolekul (vodja: Matevž Pompe)

## Študijski programi
- Bolonjski programi 1. stopnje

- Univerzitetni študijski program Kemija
- Univerzitetni študijski program Biokemija
- Univerzitetni študijski program Kemijsko inženirstvo
- Univerzitetni študijski program Tehniška varnost
- Visokošolski študijski program Kemijska tehnologija

- Bolonjski programi 2. stopnje

- Magistrski študijski program Kemija
- Magistrski študijski program Biokemija
- Magistrski študijski program Kemijsko inženirstvo
- Magistrski študijski program Tehniška varnost
- Magistrski študijski program Kemijsko izobraževanje

- Bolonjski program 3. stopnje

- Doktorski študijski program Kemijske znanosti
  - smer Kemija
  - smer Biokemija
  - smer Kemijsko inženirstvo